# Sowing the Seeds of Love
Sowing the Seeds of Love is een nummer van het Britse duo Tears for Fears. Het is de eerste single van hun derde studioalbum The Seeds of Love uit 1989 en werd in augustus van dat jaar op single uitgebracht.

## Achtergrond
Met "Sowing the Seeds of Love" maakte Tears for Fears een succesvolle rentree na een pauze van vier jaar. Het nummer is een pastiche van The Beatles en werd geschreven in juni 1987, in de week van de Britse verkiezingen van dat jaar. Margaret Thatcher werd toen herkozen voor een derde termijn als premier. De tekst verwijst naar Thatchers overwinning ("Politician granny with your high ideals, have you no idea how the majority feels?"). Roland Orzabal heeft gezegd dat dit wel het meest politiek getinte nummer is van Tears for Fears.
De plaat werd een wereldwijde hit. In de Verenigde Staten werd de 2e positie bereikt in de Billboard Hot 100 en in Canada zelfs de nummer 1-positie. In Australië werd de 13e positie bereikt, Nieuw-Zeeland en Ierland de 4e, de Eurochart Hot 100 de 10e, Duitsland de 11e en in thuisland het Verenigd Koninkrijk bereikte de single de 5e positie in de UK Singles Chart.
In Nederland was de plaat op vrijdag 25 augustus 1989 Veronica Alarmschijf op Radio 3 en werd mede hierdoor een gigantische hit in de destijds twee landelijke hitlijsten op de nationale publieke popzender. De plaat bereikte de 3e positie in zowel de  Nederlandse Top 40 als de Nationale Hitparade Top 100.
In België bereikte de plaat de 9e positie in de Vlaamse Radio 2 Top 30 en de 11e positie in de voorloper van de Vlaamse Ultratop 50. In Wallonië werd géén notering behaald.
Sinds de allereerste editie in december 1999 staat de plaat onafgebroken genoteerd in de jaarlijkse NPO Radio 2 Top 2000 van de Nederlandse publieke radiozender NPO Radio 2, met als hoogste notering een 662e positie in 2001.

## NPO Radio 2 Top 2000
| Nummer met noteringen in de NPO Radio 2 Top 2000 | '99 | '00 | '01 | '02 | '03 | '04  | '05  | '06  | '07  | '08  | '09 | '10  | '11  | '12  | '13  | '14  | '15  | '16  | '17  | '18  | '19  | '20  | '21  | '22  | '23  | '24  |
| ------------------------------------------------ | --- | --- | --- | --- | --- | ---- | ---- | ---- | ---- | ---- | --- | ---- | ---- | ---- | ---- | ---- | ---- | ---- | ---- | ---- | ---- | ---- | ---- | ---- | ---- | ---- |
| Sowing the Seeds of Love                         | 696 | 765 | 662 | 746 | 822 | 1092 | 1391 | 1276 | 1442 | 1168 | 926 | 1000 | 1119 | 1129 | 1114 | 1058 | 1166 | 1223 | 1072 | 1343 | 1473 | 1423 | 1232 | 1320 | 1433 | 1381 |

1. ↑  Een vetgedrukt getal geeft de hoogste notering aan.